# Phreatia pseudothompsonii
Phreatia pseudothompsonii är en orkidéart som beskrevs av Takasi Tuyama. Phreatia pseudothompsonii ingår i släktet Phreatia och familjen orkidéer. Inga underarter finns listade i Catalogue of Life.